# Боровичка, Ярослав
Я́рослав Бо́ровичка (чеш. Jaroslav Borovička; 26 января 1931 или 26 ноября 1931, Прага — 29 декабря 1992) — чехословацкий футболист, игравший на позиции полузащитника, в частности, за клуб «Дукла» (Прага). Участник чемпионата мира 1958 года и серебряный призёр чемпионата мира 1962 года в составе национальной сборной Чехословакии.

## Клубная карьера
В профессиональном футболе дебютировал в 1950 году за команду «Спартак Прага Соколово», в которой провёл три сезона, получив титул чемпиона Чехословакии.
В 1953 году перешёл в клуб «Дукла» (Прага), за который отыграл 10 сезонов. Большую часть времени, проведённого в составе пражской «Дуклы», был основным игроком команды. За это время ещё шесть раз становился чемпионом Чехословакии.
Посля того, как покинул «Дуклу», играл в составе клубов «Витковице», «Спартак» (Влашим) и «Нови-Бор». Завершил карьеру футболиста в команде «Седльчани».

## Карьера в сборной
В 1953 году дебютировал в официальных матчах в составе национальной сборной Чехословакии. В течение карьеры в национальной команде провёл в её форме 21 матч, забив 2 гола.
В составе сборной был участником чемпионата мира 1958 года в Швеции, где сыграл в матчах против Северной Ирландии (0:1), Аргентины (6:1) и снова Северной Ирландии (1:2).
Присутствовал в заявке сборной на чемпионате мира 1962 года в Чили, но на поле не выходил. Вместе с командой получил серебряные награды.
Ушёл из жизни 29 декабря 1992 года на 62-м году жизни.

## Достижения
«Спартак Прага Соколово»
- Чемпион Чехословакии: 1952[англ.]

«Дукла» (Прага)
- Чемпион Чехословакии (7): 1953[англ.], 1956[англ.], 1957/1958[англ.], 1960/1961, 1961/1962, 1962/1963, 1963/1964
- Обладатель кубка Чехословакии (2): 1952, 1960/1961

Сборная Чехословакии
- Вице-чемпион мира: 1962